# Aslauga
Aslauga is een geslacht van vlinders van de familie Lycaenidae, uit de onderfamilie Miletinae.

## Soorten
- A. aura Druce, 1913
- A. bella Bethune-Baker, 1914
- A. bitjensis Bethune-Baker, 1924
- A. camerunica Stempffer, 1969
- A. cephren Druce, 1913
- A. lamborni Bethune-Baker, 1914
- A. leaonae Aurivillius, 1920
- A. marginalis Kirby, 1890
- A. marshalli Butler, 1898
- A. modesta Schultze & Aurivillius, 1910
- A. pandora Druce, 1913
- A. purpurascens (Holland, 1890)
- A. subfulvida (Holland, 1890)
- A. vininga (Hewitson, 1875)